# Istrabenz
Istrabenz är ett slovenskt holdingbolag och en av de största i landet. 30 september 2009 hade företaget 77 företag inkluderade i bolaget, med 4 422 anställda. Den verkställande direktören heter Igor Bavčar. 24 av företagen i bolaget är matföretag, däribland 24 matföretag, 8 turismföretag och 18 energiföretag.
Den 26 mars annonserade bolaget att man överlade att sälja livsmedelsproduktionsenheten Droga Kolinska, som Istrabenz äger 89 procent av. Droga Kolinska har produktionsenheter i Slovenien, Serbien, Bosnien och Kroatien.